# Chapelle Saint-Aubin de Fitou
La chapelle Saint-Aubin est une chapelle située à Fitou, en France.

## Localisation
La chapelle est située sur la commune de Fitou, dans le département français de l'Aude.

## Historique
L'édifice est classé au titre des monuments historiques en 1966.